# جناح فيليبس
جناح فيليبس وهو عبارة عن مجموعة من تسعة اسطح مكافئة زائدية لاستضافة مكان للموسيقى في بروكسل, من تصميم المعماري لوكوربوزيه . تم الانتهاء من بناءه عام 1958.

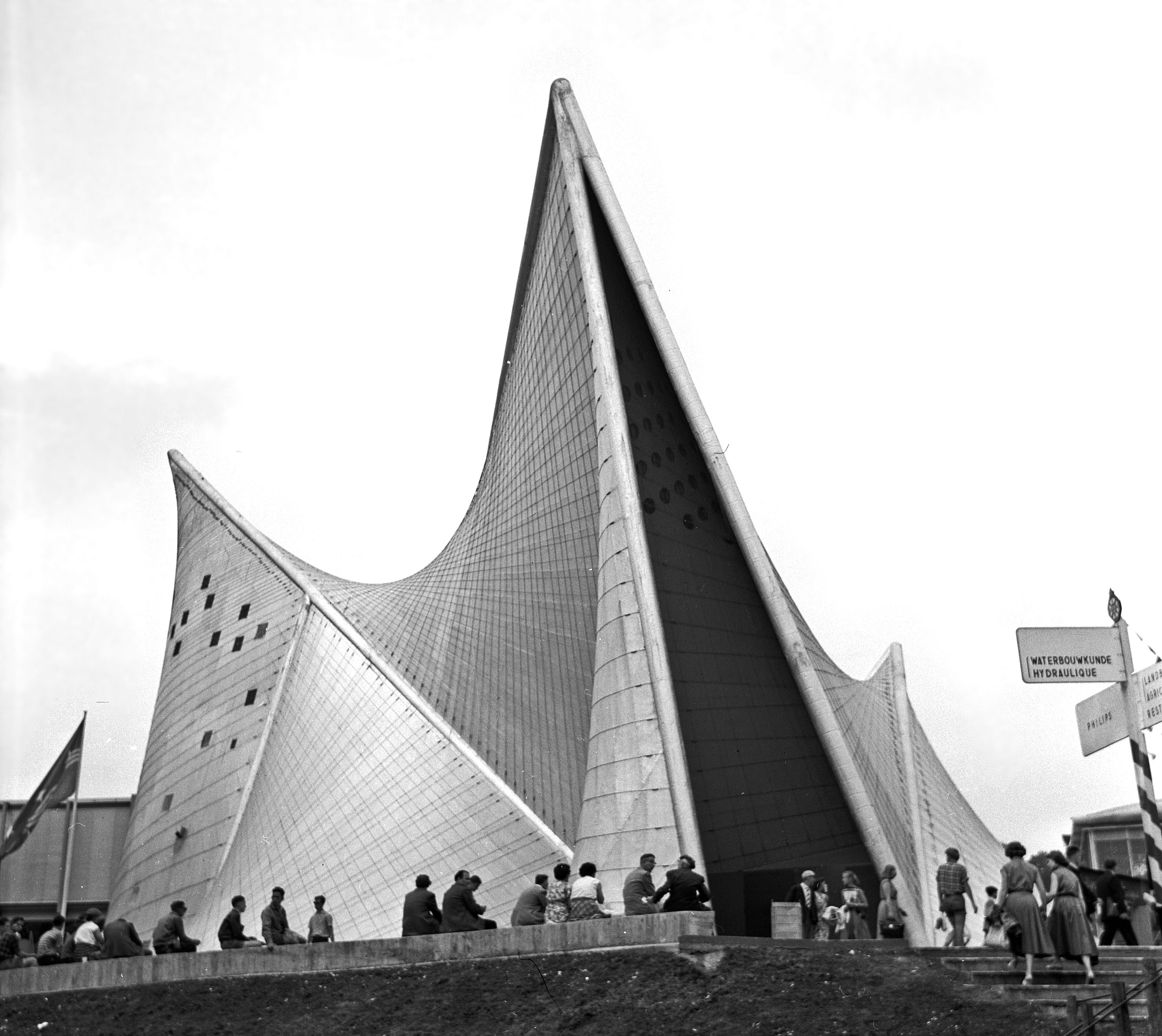
إكسبو 1958 فيليبس بافيليون